# Ayuda Efectiva
La Fundación Ayuda Efectiva, también conocida como Ayuda Efectiva, es una organización sin ánimo de lucro basada en los principios del altruismo eficaz, que tiene como objetivo poner al alcance de los donantes en España los proyectos que resuelven problemas sociales con la mejor relación coste‑efectividad.

La fundación selecciona y financia los programas benéficos más coste‑efectivos, que según algunos estudios pueden lograr resultados hasta 300 veces mayores que otros. Basan su metodología en las investigaciones de evaluadores independientes como GiveWell. Su trabajo principal se centra en la pobreza y la salud global, la reducción del sufrimiento animal y la mitigación del cambio climático.

## Historia
Ayuda Efectiva fue constituida el 28 de noviembre de 2019 en Madrid por Pablo Melchor y un grupo de profesionales provenientes de los sectores tecnológico y financiero.El lanzamiento público se produjo en junio de 2020, cuando la entidad presentó su primer Fondo Salud Global y abrió la posibilidad de donar.Melchor ha señalado como inspiración los trabajos de los filósofos Peter Singer y Toby Ord acerca del deber moral de ayudar a personas que viven en pobreza extrema y la oportunidad de poder ayudar a un coste muy bajo gracias al uso de la evidencia y el pensamiento riguroso para identificar las formas más efectivas. Antes de fundar la entidad, en 2018, firmó el Compromiso del 10% para donar al menos un 10% de sus ingresos.

## Metodología
La fundación selecciona y financia programas benéficos en base a evaluadores independientes con foco en lograr el mayor impacto posible, como GiveWell y Giving What We Can. Este enfoque contrasta con los sistemas que califican a las entidades benéficas principalmente por sus ratios financieros, como Charity Navigator, centrado en el porcentaje del presupuesto dedicado a programas frente a gastos administrativos. Al priorizar la relación coste-efectividad, la fundación busca maximizar el impacto social de cada donación.

## Programas e iniciativas

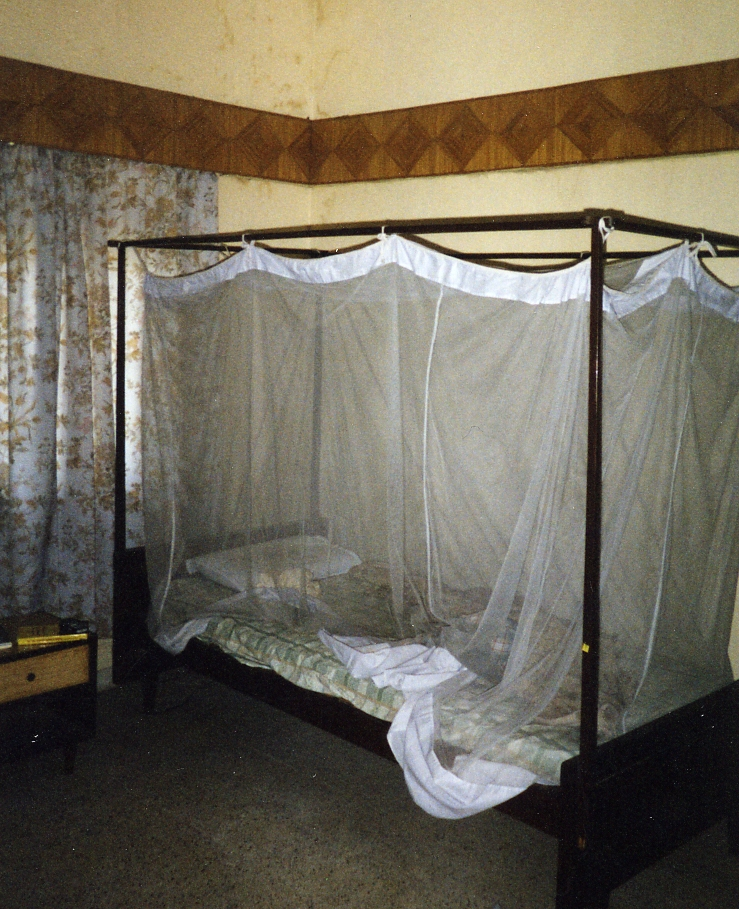
Repartir mosquiteras es una de las medidas más efectivas para combatir la malaria.

- Pobreza y salud global: se centra en intervenciones para combatir la malaria, la deficiencia de vitamina A, enfermedades prevenibles mediante vacunas, la parasitosis intestinal y entregar dinero a personas en pobreza extrema en países de África subsahariana.[1][3]
- Sufrimiento animal: campañas dirigidas a reducir el sufrimiento animal a gran escala en granjas industriales.[5]
- Cambio climático: proyectos de mitigación con alta relación coste-efectividad.[2]
- Compromiso del 10%: compromiso público para donar al menos un 10 % de los ingresos a las causas más efectivas.[12]
- Sello Ayuda Efectiva: distintivo para empresas que donan de forma efectiva parte de sus beneficios.[13]

## Resultados e impacto
Entre 2020 y 2024 la entidad recibió más de 2,5 millones de euros en donaciones de particulares y empresas para sus programas prioritarios, según sus memorias anuales de transparencia. Diversos medios financieros han destacado su enfoque orientado a datos.

## Financiación y transparencia
Ayuda Efectiva se financia mediante donaciones privadas, tanto de particulares como de empresas. Publica auditorías y memorias anuales en su web y está acogida a los incentivos fiscales de la Ley 49/2002. La entidad está inscrita en el Registro de Fundaciones del Ministerio de Cultura con el nº 2263.